# Orotina (Costa Rica)
Orotina es un distrito y ciudad cabecera del cantón de Orotina, en la provincia de Alajuela, de Costa Rica.

## Toponimia
Su nombre, como el del cantón, derivan según el historiador costarricense Marqués Manuel María de Peralta y Alfaro en su ensayo sobre Los Aborígenes de Costa Rica, es amerindio.
Nicoya (del náhuatl: Olotlillan); de Olotl: olote en Costa Rica y Nicaragua, el corazón o espiga de la mazorca de maíz ya desgranada; tillan: en lo negro, de tlilli, negro; es decir negro; Olotl-tillan> Olotlillan, Orotina; que significa "país ó lugar de los olotes negros".
Asimismo, otros historiadores consideran que este deriva del nombre de un monarca indígena, el rey Gurutina u Orotina, cuyos dominios en 1522 al parecer se ubicaban tierra adentro desde la ensenada de Tivives

## Ubicación
Se encuentra aproximadamente a 24 kilómetros al noreste del puerto de Caldera (Océano Pacífico), en la cuenca hidrográfica del río Grande de Tárcoles, a 48 kilómetros al suroeste de la ciudad capital de la provincia de Alajuela y a 56 kilómetros desde la capital nacional San José.

## Geografía
Orotina cuenta con un área de 21,56 km² y una altitud media de 229 m s. n. m. Se encuentra en una sección relativamente plana al oeste de la cordillera de la costa de Costa Rica (denominada Montes del Aguacate en ese sector).

## Demografía
Para el año 2022, Orotina cuenta con una población estimada de 10 880 habitantes, y para el último censo efectuado, en 2011, Orotina contaba con una población de 9664 habitantes.

## Localidades
- Barrios: Aguacate, Arboleda, Carmen, Cortezal, Cuatro Esquinas Norte, Jesús, Kilómetro, López, Miraflores, Rastro Viejo, San Rafael, San Vicente, Tres Marías, Villa los Reyes.
- Poblados: Alto Vindas, Esperanza, Tigre.

## Cultura

### Educación
- Colegio Nocturno de Orotina
- Colegio San Rafael
- CTP Ricardo Castro Beer
- Little People - Escuela Preescolar
- Nuevo Mundo
- Primo Vargas Valverde
- Sistema Educativo Santa Fe Pacific - Preparatoria, Escuela y Colegio (k-11)

### Deportes
A partir de la temporada 2009-2013, el equipo Orión F.C. utilizó el Estadio Municipal de Orotina como su sede oficial, con lo cual el equipo de la constelación se convirtió en el equipo oficial de la ciudad de las frutas. El Orion es el sexto equipo en tradición en Costa Rica, y actualmente compite en la Liga de Ascenso. No obstante, ante los malos resultados, el dueño del equipo Orión decidió mudar el club a otra sede.
Quien sí tiene mejor suceso es el equipo Orotina Futsal, que en la temporada 2012-13 del torneo de la Liga Premier de Fútbol Sala Costarricense, salió campeón en un disputadísimo juego final en el Polideportivo de Orotina, conocido como el "Infierno Verde". Aunque no logró llegar a la final del Torneo de Copa de Fútbol Sala, el plantel está deseoso de iniciar la temporada en el torneo de la Liga Premier y repetir el título.Campeón del torneo de copa a nivel nacional en futsal en el año 2015.

### Banda de Orotina
Orotina es su pequeña banda comunal que sale adelante a punta de esfuerzos.

## Economía
Orotina se ha caracterizado en esta última década por el desarrollo de quintas de recreo y pequeñas haciendas. Por su clima privilegiado, es una de las zonas del país preferidas por miles de familias para la construcción de sus desarrollos vacacionales.

### Feria internacional
Todos los años se realiza en Orotina una Feria Internacional de las Frutas en el Campo Ferial del cantón, en la que se pueden encontrar excelentes productos, que además son exportados a los Estados Unidos y Europa.
En el evento, se realizan actividades como conciertos, cabalgatas, el tope, y la elección de la representante de la feria Señorita Internacional de las Frutas. El campo ferial fue construido durante la administración de José María Figueres Olsen. Las instalaciones cuentan con todos los servicios y cada año miles de personas visitan la feria.

## Transporte

### Carreteras
Con la carretera Ciudad Colón-Orotina (Ruta 27) el tiempo que se tarda en llegar desde la capital hasta Orotina es de sólo 45 minutos, en lugar de los 80-90 minutos que solía tomar por la ruta del conocido Monte del Aguacate.
Al distrito lo atraviesan las siguientes rutas nacionales de carretera:
- Ruta nacional 3
- Ruta nacional 27
- Ruta nacional 137
- Ruta nacional 757